# Rezerwat przyrody Olszanka (województwo zachodniopomorskie)
Rezerwat przyrody „Olszanka” – rezerwat leśno-torfowiskowy o powierzchni 1354,95 ha, utworzony 21 grudnia 1998, w województwie zachodniopomorskim, w powiecie goleniowskim, w gminach Stepnica i Goleniów, w zachodniej części Puszczy Goleniowskiej, 2,5 km na południe od Stepnicy.

## Charakterystyka
Rezerwat położony w estuarium Odry, na jej wschodnim brzegu, w obszarze specjalnej ochrony ptaków (OSO) Natura 2000 Puszcza Goleniowska (PLB 320012).
24 października 2006 decyzją Wojewody Zachodniopomorskiego powiększono obszar rezerwatu przyrody „Olszanka” poprzez likwidację rezerwatu przyrody „Wilcze Uroczysko”.
Celem ochrony jest zachowanie fragmentów bałtyckiego torfowiska wysokiego, olsów, borów i lasów bagiennych z licznymi stanowiskami rzadkich i ginących gatunków roślin, takich jak: długosz królewski (Osmunda regalis), wiciokrzew pomorski (Lonicera periclymenum), widłak jałowcowaty (Lycopodium annotinum), wrzosiec bagienny (Erica tetralix), woskownica europejska (Myrica gale), bażyna czarna (Empetrum nigrum), bagno zwyczajne (Ledum palustre), dzięgiel litwor (Angelica archangelica), listera jajowata (Listera ovata).
Rezerwat wraz z najbliższymi okolicami jest siedliskiem bielika (Haliaeetus albicilla), jednym z największych skupisk jego stanowisk w Europie.
Południową granicą rezerwatu jest rzeka Krępa, 1 km na południe rezerwat przyrody „Uroczysko Święta”.
Nadzór nad obiektem sprawuje Nadleśnictwo Goleniów.